# العلاقات البحرينية الغينية
العلاقات البحرينية الغينية هي العلاقات الثنائية التي تجمع بين البحرين وغينيا.

## مقارنة بين البلدين
هذه مقارنة عامة ومرجعية للدولتين:
| وجه المقارنة                                              | البحرين       | غينيا       |
| --------------------------------------------------------- | ------------- | ----------- |
| المساحة (كم2)                                             | 765           | 245.86 ألف  |
| عدد السكان (نسمة)                                         | 1.49 مليون    | 12.72 مليون |
| الكثافة السكانية (ن./كم²)                                 | 194.77 ألف    | 51.74       |
| العاصمة                                                   | المنامة       | كوناكري     |
| اللغة الرسمية                                             | اللغة العربية | لغة فرنسية  |
| العملة                                                    | دينار بحريني  | فرنك غيني   |
| الناتج المحلي الإجمالي (بليون دولار)                      | 35.31 مليار   | 10.50 مليار |
| الناتج المحلي الإجمالي (تعادل القوة الشرائية) بليون دولار | 64.16 مليار   | 15.24 مليار |
| الناتج المحلي الإجمالي الاسمي للفرد دولار أمريكي          | 22.60 ألف     | 531         |
| الناتج المحلي الإجمالي للفرد دولار أمريكي                 | 45.50 ألف     | 1.22 ألف    |
| مؤشر التنمية البشرية                                      | 0.824         | 0.411       |
| رمز المكالمات الدولي                                      | +973          | +224        |
| رمز الإنترنت                                              | .bh           | .gn         |
| المنطقة الزمنية                                           | ت ع م+03:00   | 00          |

## منظمات دولية مشتركة
يشترك البلدان في عضوية مجموعة من المنظمات الدولية، منها:
| علم المنظمة | اسم المنظمة                               | تاريخ انضمام البحرين | تاريخ انضمام غينيا |
| ----------- | ----------------------------------------- | -------------------- | ------------------ |
|             | يونسكو                                    | 18 يناير 1972        | 2 فبراير 1960      |
|             | وكالة ضمان الاستثمار متعدد الأطراف        | 12 أبريل 1988        | 5 أكتوبر 1995      |
|             | الأمم المتحدة                             | 21 سبتمبر 1971       | 12 ديسمبر 1958     |
|             | الفريق المعني برصد الأرض                  | ?                    | ?                  |
|             | الاتحاد البريدي العالمي                   | ?                    | ?                  |
|             | البنك الدولي للإنشاء والتعمير             | 15 سبتمبر 1972       | 28 سبتمبر 1963     |
|             | منظمة التعاون الإسلامي                    | ?                    | ?                  |
|             | منظمة حظر الأسلحة الكيميائية              | ?                    | ?                  |
|             | مؤسسة التمويل الدولية                     | 22 سبتمبر 1995       | 22 أكتوبر 1982     |
|             | المركز الدولي لتسوية المنازعات الاستشارية | 15 مارس 1996         | 4 ديسمبر 1968      |
|             | منظمة التجارة العالمية                    | ?                    | 25 أكتوبر 1995     |
|             | منظمة الشرطة الجنائية الدولية             | ?                    | ?                  |

## وصلات خارجية
- موقع وزارة الخارجية البحرينية